# Változékony korongcincér
A változékony korongcincér (Phymatodes testaceus) a cincérfélék családjába tartozó, Európában, Nyugat-Ázsiában és Észak-Amerikában honos, lombos fákon élő bogárfaj. 

## Megjelenése
A változékony korongcincér testhossza 6-18 mm. Az előtor felülről nagyjából kerek, a szárnyfedők oldalvonalai szinte végig párhuzamosak. Lábainak combjai megvastagodottak. Színezete rendkívül változó: az előtor lehet fekete, vörös, sötétvörös vagy sárgásvörös; a szárnyfedő sárga, barna, fekete, kékesfekete, kék vagy akár ibolyakék. Közép-Európában a vörös vagy fekete előtor és a kékesfekete szárnyfedő a leggyakoribb, míg Dél-Európában a sárgásbarna szárnyfedő a közönséges. Lábainak színe is változatos, a sárgásbarnától a majdnem feketéig. Teste zsírfényű vagy fényes, feje egyenetlenül pontozott, az előtor közepén szórtan, oldalt sűrűn és ráncosan pontozott, a pajzsocska előtt, valamint kétoldalt változó alakú sima dudorokkal. Szárnyfedői elöl erősebben és szórtan, a váll mögött elmosódottan és ráspolyszerűen pontozottak, barnás, ferdén felálló szőrökkel. A hátulsó lábfej első íze karcsú, hosszabb, mint a második és harmadik íz együttvéve. 

## Elterjedése és életmódja
Európában, Nyugat-Ázsiában (Kis-Ázsia, Szíria, Észak-Irán, Kaukázus), valamint Észak-Amerikában honos. Magyarországon az erdők közelében elterjedt, gyakori faj.  
Lárvája különféle lombos fák (de főleg tölgy) frissen vagy régebben elhalt törzsének, ágainak kérge alatt él. Egy vagy két évig fejlődik, majd tavasszal a fába rágott, horog alakú bábkamrában bebábozódik. Az imágó május végétől augusztusig elejéig rajzik (június első felében a leggyakoribb). Este és éjjel aktív, a mesterséges fény vonzza. Nappal kéregrepedésekbe, fatörzsek alá, a száraz, leváló kéreg alá bújik, tűzifával lakásokba is bevihetik. Virágokat nem látogat.

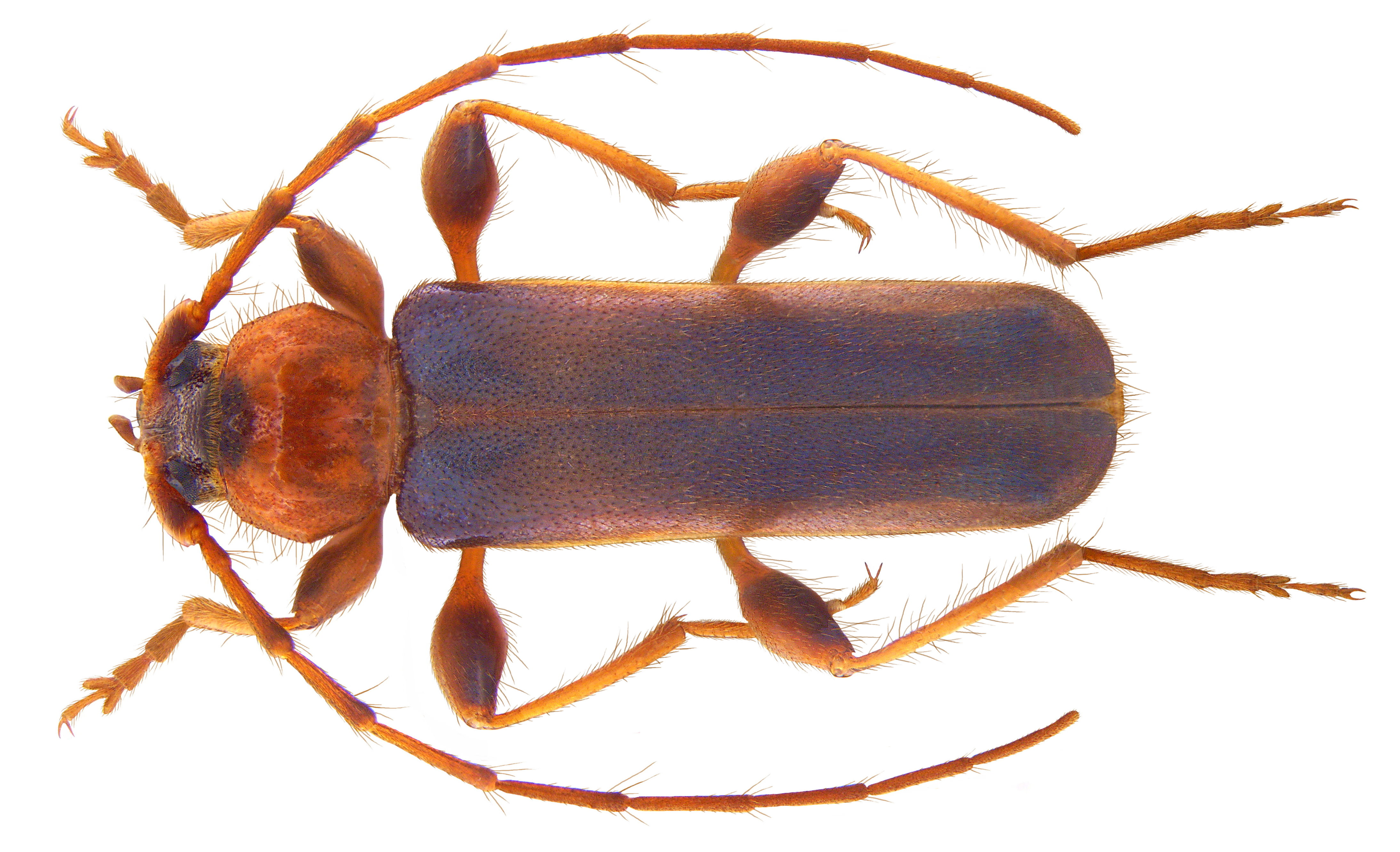
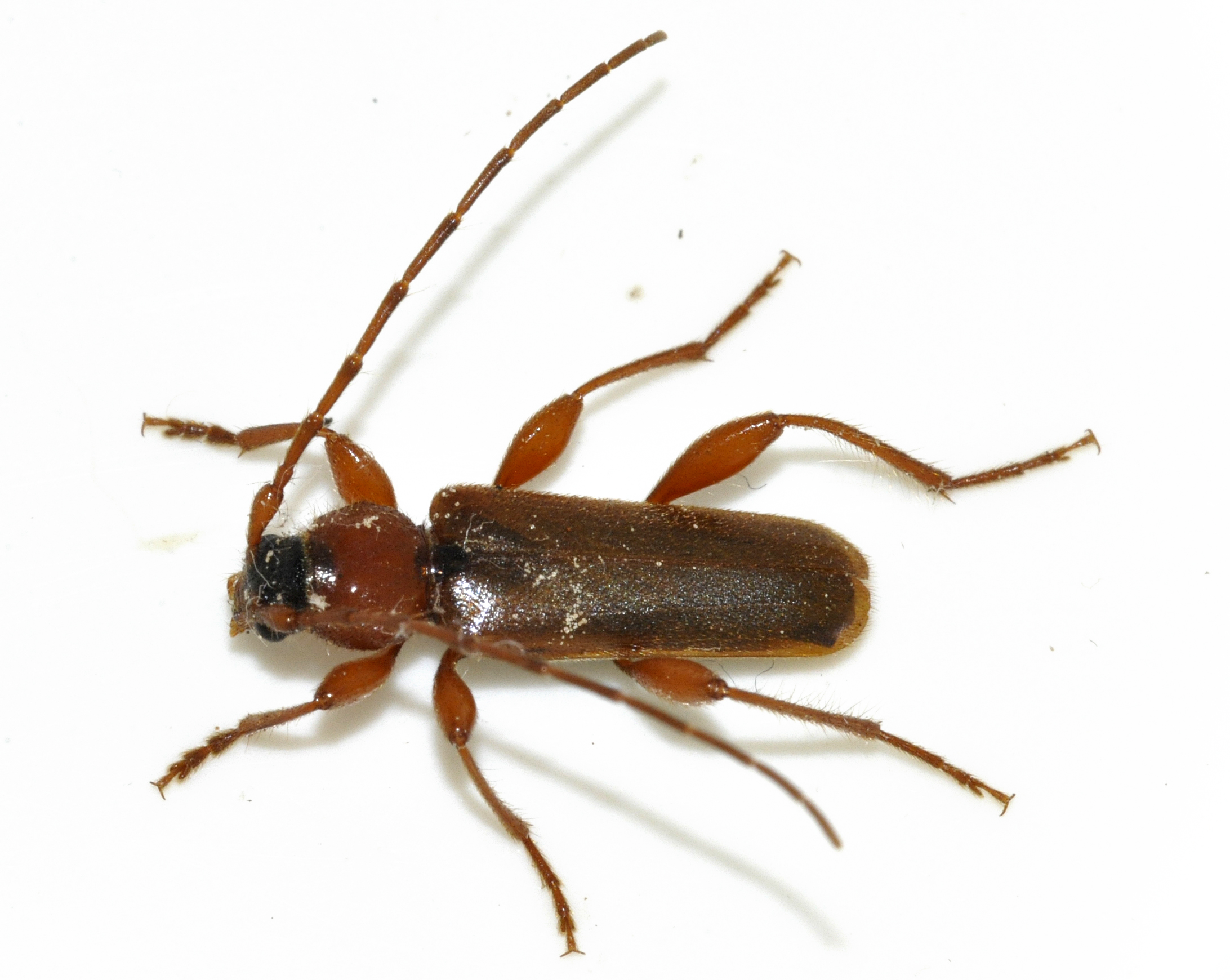
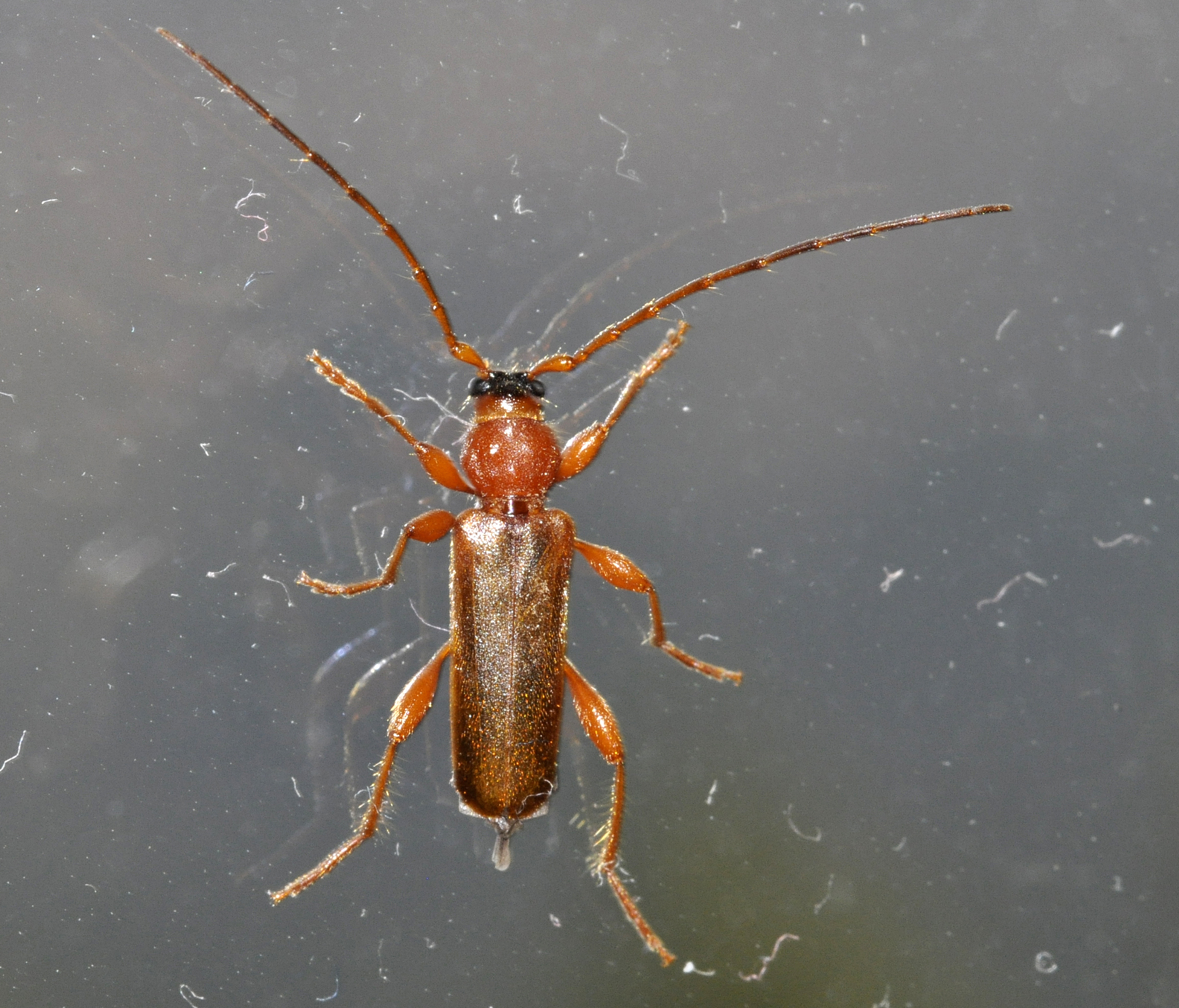
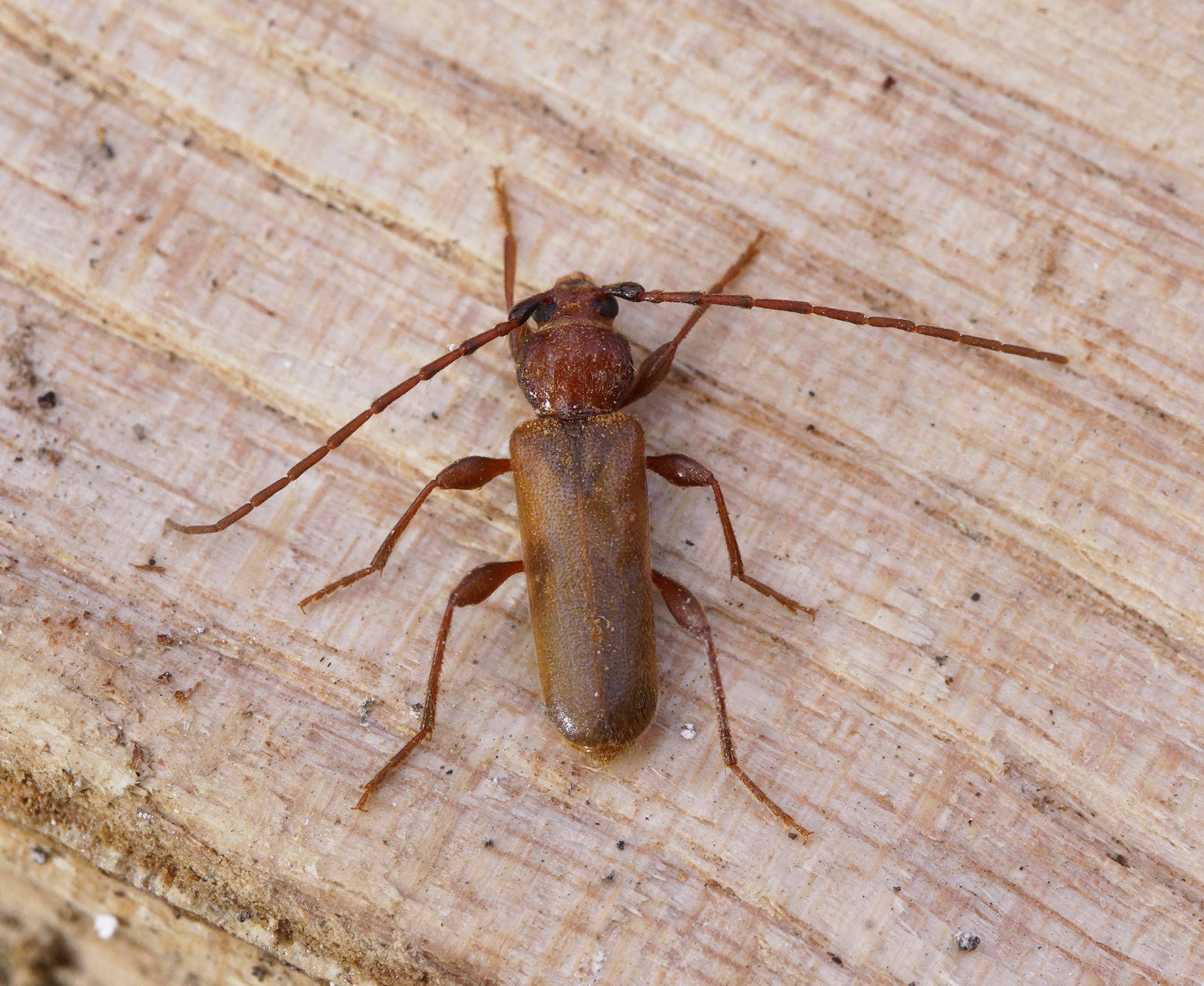
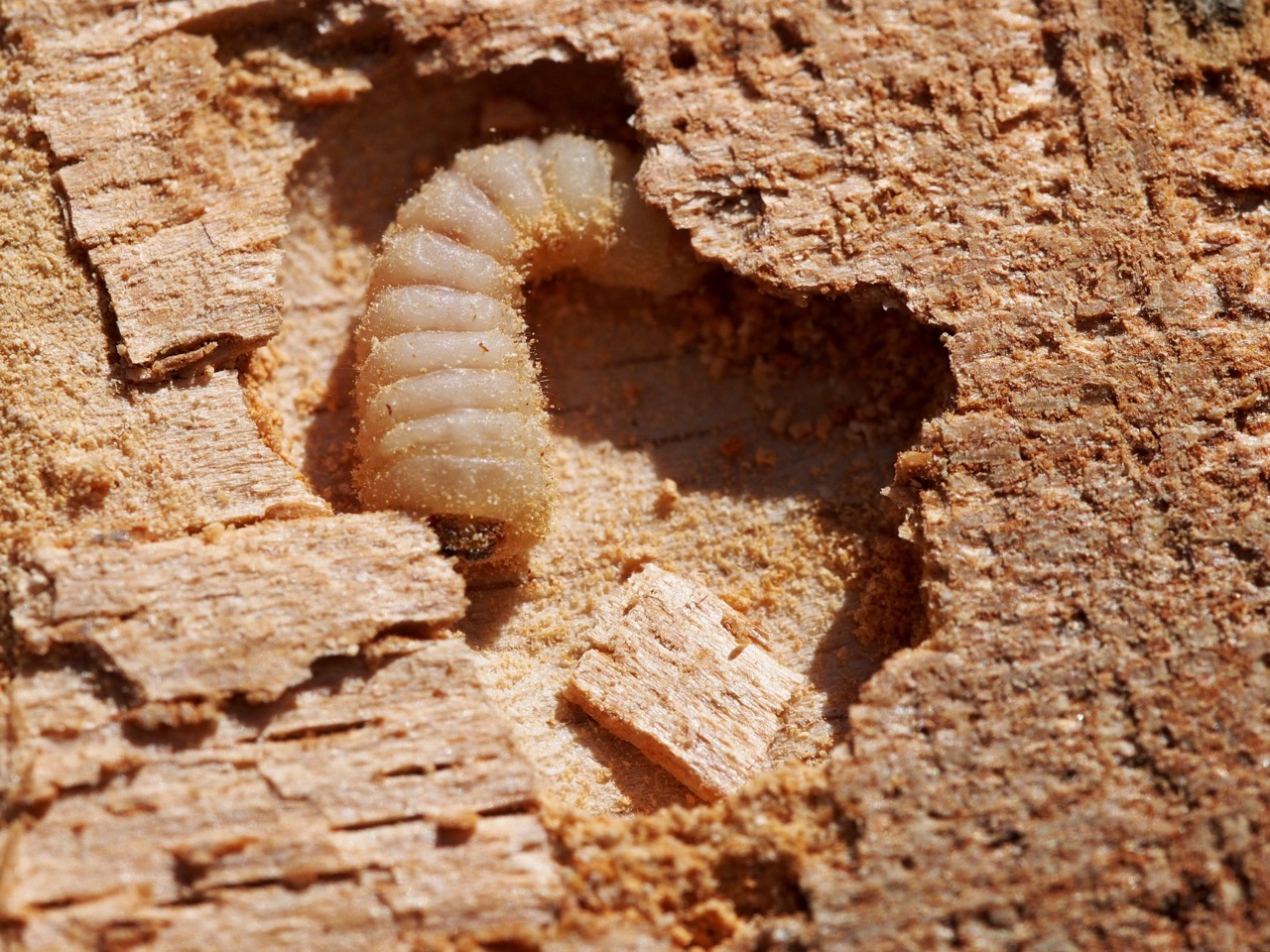

Magyarországon nem védett.